# Неудорф (Арад)
Неудорф (рум. Neudorf) насеље је у Румунији у округу Арад у општини Забрани. Oпштина се налази на надморској висини од 127 m.

## Историја
Ново Село или Неудорф - по немачком се јавља на карти Баната, коју је направио гроф Марсили. То је било поље до шездесетих године 18. века. Кренула је планска колонизација Шваба, који су и ту 1765. године основали насеље. Назив су дали по немачком. Насељено је 148 немачких породица, које су 1771. године подигли римокатоличку цркву.
Аустријски царски ревизор Ерлер је 1774. године у свом извештају навео да место "Неудорф" припада Сентмиклошко округу, Липовског дистрикта. Ту се налази католичка црква а становништво је било немачко.
То место је било 1846. године православна парохијска филијала Кесинца. У њему има пет брачних парова и 30 православних душа.

## Становништво
Према подацима из 2002. године у насељу је живело 989 становника.

### Попис2002.
| Расподела становништва по националности 2002.‍ | Расподела становништва по националности 2002.‍ | Расподела становништва по националности 2002.‍ | Расподела становништва по националности 2002.‍ | Расподела становништва по националности 2002.‍ |
| --------------------------------------------- | --------------------------------------------- | --------------------------------------------- | --------------------------------------------- | --------------------------------------------- |
|                                               |                                               |                                               |                                               |                                               |
| Румуни                                        | Румуни                                        |                                               | 888                                           | 90,0%                                         |
| Мађари                                        | Мађари                                        |                                               | 51                                            | 5,2%                                          |
| Украјинци                                     | Украјинци                                     |                                               | 12                                            | 1,2%                                          |
| Немци                                         | Немци                                         |                                               | 31                                            | 3,1%                                          |
| Словаци                                       | Словаци                                       |                                               | 5                                             | 0,5%                                          |